# Касивадзаки
Касивадзаки (яп. 柏崎市 Касивадзаки-си) — город в Японии, расположенный в центральной части префектуры Ниигата на берегу Японского моря. Основан 1 июля 1940 года путём реорганизации одноименного посёлка из уезда Карива. 1 октября 2010 года будет поглощён городом Нагаока. Площадь города составляет 442,70 км², население — 87 862 человека (1 августа 2014), плотность населения — 198,47 чел./км². 16 июля 2007 года в городе произошло землетрясение силой в 6,8 баллов.

## Поглощение городом населённых пунктов
- 1 ноября 1968 — село Курохимэ уезда Карива;
- 1 мая 1971 — посёлок Ходзё уезда Карива;
- 1 апреля 1989 — часть посёлка Какидзаки уезда Накакубики;
- 1 мая 2005 — посёлки Нисияма и Такаянаги уезда Карива.

## Достопримечательности
- Музей чайной церемонии Кимура